# Frankrike i olympiska vinterspelen 1956
Frankrike deltog med 32 deltagare vid de olympiska vinterspelen 1956 i Cortina d'Ampezzo. Ingen av landets deltagare erövrade någon medalj.